# (36328) 2000 LR35
2000 LR35 (asteroide 36328) é um asteroide da cintura principal. Possui uma excentricidade de 0.21218890 e uma inclinação de 3.54083º.
Este asteroide foi descoberto no dia 1 de junho de 2000 por LONEOS em Anderson Mesa.